# 퍼트리샤 콘월

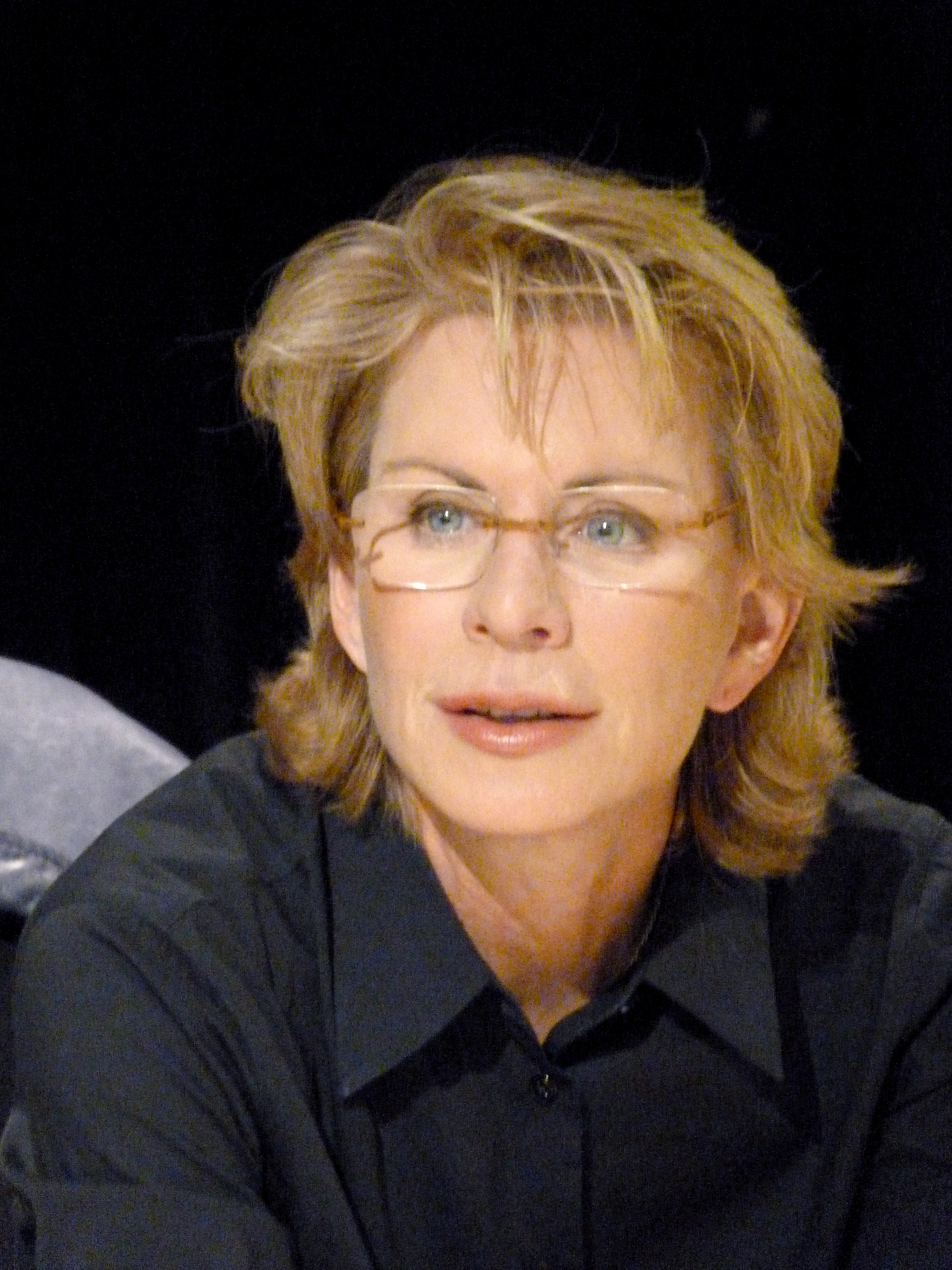

퍼트리샤 콘월(Patricia Cornwell, 1956년 6월 9일 ~ )은 《케이 스카페타》로 일약 유명해진 미국의 추리 작가이다.